# Бабанов, Евгений
Евгений Бабанов — советский дзюдоист, бронзовый призёр чемпионата СССР 1978 года, призёр международных турниров, серебряный призёр чемпионата мира среди студентов 1977 года, бронзовый призёр чемпионатов Европы 1979 и 1980 года, мастер спорта СССР международного класса. Представлял спортивный клуб «Труд» (Елец). Выступал в лёгкой весовой категории (до 71 кг).

## Спортивные результаты
- Чемпионат СССР по дзюдо 1978 года — .